# 大波尔皮诺
大波尔皮诺（羅馬化：Bolʹshoye Polpino）是俄罗斯布良斯克州的市级镇，属州辖市布良斯克市，位于第聂伯河流域内杰斯纳河支流斯涅热季河（Снежеть）畔，在州府布良斯克东约10（6.2英里）。
该地2021年人口有5,894人；2010年人口6,356；2002年人口4,613；1989年人口6,374。